# هل کلمنت
هری کلمنت استابز انگلیسی: Harry Clement Stubbs) (زاده ۳۰ مه ۱۹۲۲ - درگذشته ۲۹ اکتبر ۲۰۰۳) با نام قلمی هل کلمنت (به انگلیسی: Hal Clement)، نویسنده داستان‌های علمی - تخیلی آمریکایی و از پیشگامان زیرگونه علمی-تخیلی سخت بود.
هری کلمنت استابز در ماساچوست به دنیا آمد. او که داستان‌هایش را با نام مستعار هال کلمنت می‌نوشت، در سال ۱۹۴۲ نخستین داستانش را با عنوان «برهان» منتشر کرد اما بهترین رمان وی با عنوان «ماموریت گرانش» در سال ۱۹۵۴ منتشر شد و توجه بسیاری را به خود جلب کرد.
او در طول فعالیت ادبی‌اش جوایز بسیاری را از قبیل جایزه هوگو و جایزه گرند مستر به خود اختصاص داد. این نویسنده سرشناس اکتبر ۲۰۰۳ از دنیا رفت.